# Conductus
Konduktus – gatunek średniowiecznej wielogłosowej muzyki wokalnej pochodzący z XII wieku, w którym po raz pierwszy wszystkie głosy pochodziły z inwencji kompozytora. 
Konduktus posiadał budowę pieśni zwrotkowej o stosunkowo prostej rytmice, niejednokrotnie wręcz tanecznej. Wykonywany był przed czytaniem Pisma Świętego, wprowadzając w tematykę danego tekstu. Z czasem przeniknął także do muzyki świeckiej. Tego typu utwory, zwykle 4-głosowe, posiadały budowę "akordową", stosowano w nich technikę nota contra notam (zwaną również punctus contra punctum, z czego wywodzi się późniejsza nazwa techniki polifonicznego łączenia głosów - kontrapunktu). 